# Tragia pogostemonoides
Tragia pogostemonoides är en törelväxtart som beskrevs av Radcl.-sm.. Tragia pogostemonoides ingår i släktet Tragia och familjen törelväxter. Inga underarter finns listade i Catalogue of Life.